# Барзани, Мустафа
Мустафа Барзани (курд. Mela Mistefa yê Barzanî; 14 марта 1903, Барзан — 1 марта 1979, Вашингтон) — курдский военный и политический деятель, лидер национально-освободительного движения в Иракском Курдистане.

## Детство и юность
Барзани родился 14 марта 1903 года в поселке Барзан, в семье лидера одноимённого племени, шейха Мухаммеда. Отец вскоре после рождения сына умер, и Мустафу воспитывали его братья, шейх Абдель-Салям, а после ареста последнего турками (1914) и казни — шейх Ахмед Барзани. Сам Барзани рассказывал, что его первым детским воспоминанием является арест его семьи турками (после очередного восстания) и заключение его с матерью в тюрьму. «Я открыл глаза, чтобы увидеть себя пленником» — говорил он .
Барзани получил традиционное религиозное образование в медресе в Барзане и Сулеймании, где считался лучшим учеником; за познания в богословии он стал известен под уважительным прозвищем «Молла Мустафа». Он находился под большим влиянием личности своего старшего брата шейха Ахмеда, который, по его признанию, заменил ему отца .
В боевых действиях Барзани принимал участие, начиная с 1919 года, то есть с 16-летнего возраста, когда он был послан братом во главе отряда против англичан для поддержки Махмуда Барзанджи. Во время барзанского восстания 1931—1932 годов. Барзани впервые отличился как полководец, разгромив в долине Важи иракскую колонну (два батальона, усиленных тремя кавалерийскими и полицейскими ротами и артиллерийской батареей). После подавления восстания он эмигрировал в Турцию, затем сдался на амнистию, но, вопреки обещаниям, был сослан вместе с шейхом Ахмедом и всей семьёй на юг Ирака, затем в Сулейманию. При этом была предпринята первая попытка убить его (губернатор Мосула пытался отравить его с помощью кофе).

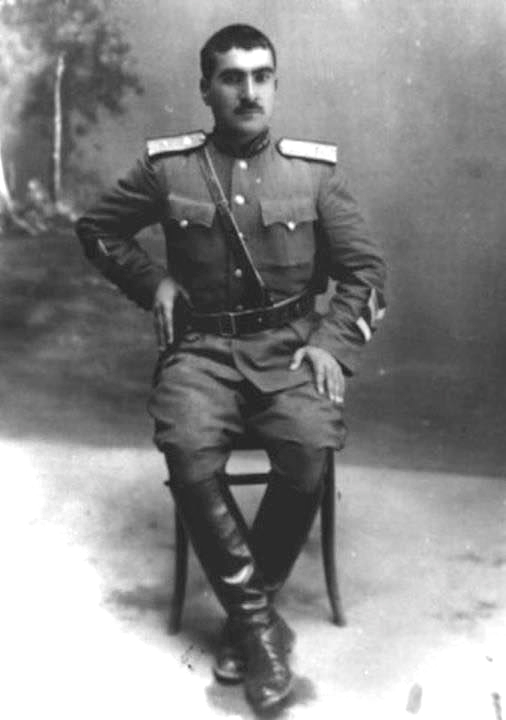
Барзани — генерал Мехабадской республики.

## Восстание 1943—1945 гг. и Мехабадская республика
В 1943 году Барзани с помощью националистической организации «Хива» («Надежда») бежал из Сулеймании в Иран, собрал там отряд, вторгся в Барзан и поднял новое восстание, разоружив все полицейские посты в области. Под давлением англичан иракское правительство заключило с ним перемирие, пообещав автономию для Барзана. В августе 1945 года боевые действия были возобновлены при помощи английских танков и авиации, и Барзани, после первых успехов, был вынужден покинуть Барзан. Вместе со всем племенем (10 тыс. человек, из них 2 тыс. вооружённых мужчин) Барзани ушёл в советскую зону оккупации в Иране, где вскоре была провозглашена Мехабадская Республика; Барзани был назначен главнокомандующим её силами и получил звание генерала. 16 августа 1946 года Барзани был заочно избран председателем новообразованной Демократической партии Курдистана.

## Поход в СССР
После ухода советских войск из Ирана и жестокого подавления иранскими властями Мехабадской республики в декабре 1946 года Барзани и барзанцы оказались в сложном положении. В результате весной 1947 было принято решение: племени возвращаться в Ирак, тогда как сам Барзани с добровольцами сделает попытку прорваться в СССР. Собрав отряд из 500 человек, Барзани выступил из Барзана через территорию Турции и Ирана и, разбив при Маку иранские войска, вышел к реке Аракс и 17—18 июня 1947 года в районе Нахичевани, Азербайджанской ССР.
Из воспоминаний Павла Судоплатова:

Прорвавшиеся через границу боевые отряды Барзани насчитывали до двух тысяч бойцов, с ними находилось столько же членов их семей. В СССР барзанцам некоторое время давали военное обучение в Азербайджане, но затем их сослали в Узбекистан. … Советские власти сначала интернировали курдов и поместили в лагерь, а в 1947 году Абакумов приказал мне провести переговоры с Барзани и предложить ему и прибывшим с ним людям политическое убежище с последующим временным расселением в сельских районах Узбекистана поблизости от Ташкента. Советская сторона согласилась, чтобы Барзани и часть его офицеров прошли спецобучение в наших военных училищах и академии. Я также заверил его, что расселение в Средней Азии будет временным, пока не созреют условия для их возвращения в Курдистан.

## Во главе Сентябрьского восстания
После Иракской революции 14 июля 1958 года Барзани вернулся в Ирак (6 октября), где его встретили как общеиракского национального героя. Ему тотчас был выделен один из лучших особняков Багдада. Первоначально отношения Барзани и возглавляемой им ДПК с лидером Ирака Абдель-Керимом Касемом складывались наилучшим образом. Но отказ Касема предоставить автономию Курдистану и его поворот в сторону арабского шовинизма вызвал напряженность, приведшую к попытке силой подавить курдское движение в сентябре 1961 года. Эта попытка, в свою очередь, положила начало так называемому «Сентябрьскому восстанию», охватившему весь Курдистан.
Барзани, хотя и не был инициатором восстания (считая его несвоевременным и неподготовленным), активно готовился к возможному столкновению, закупал (на предоставленные СССР средства) оружие и т. д. В частности, поставки оружия Барзани обеспечивал сотрудник КГБ Александр Киселёв, действовавший под видом журналиста. Восстание застало Барзани в Барзане, где он жил с начала года (после фактического разрыва с Касемом и отъезда из Багдада). Выступив из Барзана с 640 бойцами — в основном старыми соратниками по походу в СССР — он быстро увеличил свою армию, одержал ряд побед над правительственными войсками и овладел горной частью Курдистана, создав фактически независимое государство и затем сформировав его правящие органы. Барзани опирался прежде всего на племена и племенную элиту, с которой был тесно связан в бытовом и психологическом отношении. Это вызвало напряжение между ним и лево-ориентированными интеллектуалами ДПК (во главе с первым секретарем Ибрагимом Ахмедом), которые считали его «отсталым феодалом» и пытались оттеснить от руководства движением. Весной 1964 года между Барзани и Политбюро произошёл открытый конфликт, закончившийся полной победой Барзани и бегством Политбюро и его сторонников в Иран. С этого момента Барзани приобрёл положение абсолютного лидера ДПК, уже никем никогда не оспаривавшееся.
Основные требования Барзани к Багдаду сводились к предоставлению Курдистану широкой автономии и прекращению дискриминации курдов при назначении на государственные должности и распределении бюджетных средств. Будучи реалистом, целей создания независимого Курдистана он не выдвигал; он отдавал себе отчёт, что такая акция противоречит интересам как всех ближневосточных, так и великих держав, а потому заранее обречена на неудачу и способна только погубить курдское движение. Впрочем, в минуты особого подъёма или раздражения против Багдада у него вырывались слова о провозглашении независимости. Барзани стремился ладить с властями Турции, Сирии и Ирана (стран, разделивших Курдистан) и подчеркивал, что курды в каждой стране должны решать свои проблемы самостоятельно. С другой стороны во всех странах, где проживали курды (включая Ливан), были созданы свои «Демократические партии Курдистана», ставившие целью помощь барзанистскому движению; согласно их идеологии, Иракский Курдистан — центр курдского движения, и успех курдов во всех частях «Большого Курдистана» неразрывно связан с успехом или неудачей Барзани в Ираке.
В смысле международной политики Барзани пытался не связывать курдское движение с каким-то одним блоком, а обеспечить ему максимально широкую поддержку: продолжая получать помощь от Москвы, он обеспечил себе поддержку Ирана и Израиля, благожелательное отношение Египта, в меньшей степени Сирии; сильны были позиции курдов и во Франции. Особенно упорно и настойчиво стремился Барзани заручиться поддержкой США; но это удалось ему только в 1972 году, когда Ирак тесно сблизился с СССР. В мае 1972 года президент США Ричард Никсон утвердил план ЦРУ, предусматривающий передачу Барзани на протяжении трех лет 16 миллионов долларов. Начиная с 1970 г. Иран снабжал Барзани оружием, инструкторами, продовольствием, финансами. В обмен на эту помощь М. Барзани обещал не распространять национальное движение на иранских курдов. Барзани три раза тайно посещал Израиль и после возобновления вооружённой борьбы стал использовать помощь израильских военных инструкторов. В интервью западным журналистам он настойчиво подчеркивал, что он — не коммунист, и определял себя как «нейтрала» (то есть сторонника «позитивного нейтралитета» — того, что впоследствии стали называть «неприсоединением»).
Договор 11 марта 1970 года между Барзани и Саддамом Хусейном, признавший право курдов на автономию, был вершиной политических успехов Барзани. Однако вскоре отношения между Барзани и Багдадом вновь стали портиться. В «мирный» период он пережил целый ряд покушений, организованных спецслужбой «Мухабаррат»: в ночь на 7 декабря в Багдаде была обстреляна машина его сына Идриса; 29 сентября 1971 года в его резиденцию в Хаджи-Омране была заслана делегация арабских шейхов, снабженных взрывчаткой (погибло двое охранников; сам Барзани отделался царапиной). В июле 1972 года к Барзани был подослан новый убийца (сирийский курд Ибрагим Габари), впрочем с самого начала перевербованный курдской спецслужбой «Парастин», которая и предъявила его журналистам.
Изданного баасистами Закона об автономии Курдистана (11 марта 1974 года) Барзани не признал. Основным пунктом противоречий был вопрос о границах автономии. На совещании курдского руководства, отвергшем правительственный закон, Барзани заявил буквально следующее: «Они (Баас) хотят, чтобы мы уступили Киркук и другие районы. Это невозможно. (…) Я не хочу, чтобы курды пришли к моей могиле и плюнули на неё, говоря: „Зачем ты продал Киркук?!“»
В этом последнем восстании Барзани пользовался массированной поддержкой Ирана, имевшей жизненно важное значение. Шаху он не доверял, называя его «гадюкой, всегда готовой укусить». Но он полностью доверял гарантиям, данным ему госсекретарём США Киссинджером. Поэтому ирано-иракское соглашение в г. Алжире от 6 марта 1975 года явилось для него неожиданным ударом. 19 марта Барзани, оказавшись в безвыходном положении, отдал приказ о прекращении сопротивления и уходе в Иран; 22 марта он сам покинул иракскую территорию.

С сыном Масудом в США

## Последние годы и смерть
Шах предоставил ему дом в Кередже (пригород Тегерана). Однако крушение восстания оказалось для него и физическим ударом: уже в апреле 1975 его здоровье резко ухудшилось, летом он уехал на лечение в США, где ему поставили диагноз: рак. Весть об этом Барзани воспринял стоически: его сын Масуд, приехавший в США через несколько дней после постановки диагноза, вспоминает, что Барзани казался единственным весёлым человеком среди курдов, всячески пытаясь развеять мрачное настроение окружающих. «Смерть — это путь всех людей, — сказал он при встрече сыну. — Это — судьба, с которой невозможно бороться».
Барзани продолжал, насколько мог, прилагать усилия для курдского национального дела. Он активно добивался встреч с американскими политиками, настаивал на встрече с новоизбранным президентом Картером, пытаясь заставить США изменить свою позицию в курдском вопросе. Весть о свержении шаха в Иране внушила ему новые надежды. Но в этот момент его здоровье окончательно ухудшается.
1 марта 1979 года Барзани скончался в Вашингтоне. Его тело было похоронено в Шно, близ ирано-иракской границы; в 1993 году прах был перенесён в Барзан.
После смерти Моллы Мустафы ДПК и курдское движение в Ираке возглавил его сын Масуд.

## Характеристика и историческая роль
Все, знавшие Барзани, в равной степени отдают должное как его талантам политика и воина, так и его высоким моральным качествам. Его личная непритязательность и аскетизм, преданность своим соратникам и своему делу, справедливость и гуманность, в сочетании с выдающимися интеллектуальными способностями, сделали его предметом всеобщего поклонения в Курдистане. Кази Мухаммед на суде отзывался о нём в следующих выражениях: «Я могу сказать, что Молле Мустафе Барзани свойственны человечность, смелость, прямота, бесстрашие — все эти черты, которые присущи великим людям (…). Также он имеет все качества, присущие мусульманским святым — любовь к Богу, религии и беднякам». Нейтральные наблюдатели (Эрик Руло, Дана Адамс Шмидт и др.) также чрезвычайно высоко ставят моральные и человеческие качества Барзани.
О Барзани как о полководце лучше всего свидетельствуют его враги. После прорыва Барзани с 500 соратниками боевых порядков иранской армии при Маку (9 июня 1947 года) начальник иранского генштаба Размара отдал приказ провести расследование: каким образом стало возможным подобное, «несмотря на то, что у армии было в 10 раз больше бойцов, чем у барзанистов, и, кроме того, она располагала такими средствами как автомобили и т. д.» В том же приказе названы потери иранцев: 31 убитый и 35 раненых (в их числе и старшие офицеры). Барзанцы, по бесспорным данным (есть поименный список участников похода) — потеряли убитыми двух человек, из них одного уже после прорыва.
Насколько Барзани был щепетилен в моральном отношении, красноречиво свидетельствует случай, рассказанный в воспоминаниях Масуда Барзани. Сын, в качестве начальника спецслужбы «Парастин», предложил ему план убийства Хайраллаха Тульфаха (родственник и ближайший сподвижник Саддама Хусейна). У курдов была гарантированная возможность подложить в дом Хайраллаха мощную бомбу. Выслушав доклад, Барзани спросил, не пострадают ли члены семьи Хайраллаха — женщины и дети? И узнав, что здесь никакой гарантии быть не может, категорически запретил сыну ныне и впредь «даже и помышлять о подобных вещах».
Будучи деятелем национально-освободительного движения и глубоко верующим мусульманином, Барзани был решительно чужд всякой национальной или религиозной нетерпимости. В его отрядах наряду с курдами и мусульманами сражались арабы и христиане (халдеи и ассирийцы); он постоянно наставлял пешмарга, что война идет не с арабским народом, а с иракским режимом. Гуманное обращение с пленными также было одним из его постоянных требований.
Хотя восстание, поднятое Барзани, в конце концов потерпело крах, ему удалось заложить фундамент курдских политических структур, которые при более благоприятном обороте событий в 1991—2003 годах привели к созданию формально федерального, а фактически полунезависимого Иракского Курдистана.